# Octavio Valdez
Octavio Valdez Martínez (Estado de México, Atlacomulco, México, 7 de diciembre de 1973) es un exfutbolista mexicano. Jugaba como defensa y de mediocampista, su último equipo fue La Piedad.

## Trayectoria
Mediocampista zurdo, utilizado también como defensa lateral. Comienza su carrera con el Club de Fútbol Pachuca donde marca una época, pues aunque salió dos años del equipo en el Invierno 2001, Verano y Apertura 2002 y el Clausura 2003 al América y al Deportivo Toluca, regresó a los hidalguenses para estar ahí dos años más. En Selección Nacional ha sido llamado durante varios procesos.
Para el Apertura 2005 es transferido al recién ascendido San Luis Fútbol Club, como un jugador de experiencia, muy importante y aunque se peleó algunos meses con una lesión, logró hacerse de la titularidad, jugando como segundo contención, dándole un gran equilibrio al equipo y siendo clave para la salvación del San Luis al final del Clausura 2006.

### Clubes
| Club                | País                | Año         | Partidos | Goles | Media |
| ------------------- | ------------------- | ----------- | -------- | ----- | ----- |
| Pachuca C.F.        | México              | 1997 - 2001 | 111      | 6     | 0.05  |
| Club América        | México              | 2001 – 2002 | 21       | 1     | 0.05  |
| Deportivo Toluca    | México              | 2002 - 2003 | 45       | 4     | 0.09  |
| Pachuca C.F.        | México              | 2003 - 2005 | 75       | 6     | 0.08  |
| San Luis F.C.       | México              | 2005 - 2008 | 83       | 3     | 0.04  |
| C.F. Monterrey      | México              | 2008 - 2009 | 11       | 0     | 0     |
| Veracruz            | México              | 2009 - 2010 | 40       | 2     | 0.05  |
| C.F. La Piedad      | México              | 2011 - 2012 | 13       | 2     | 0.15  |
| Total en su carrera | Total en su carrera | 1997 - 2012 | 399      | 24    | 0.06  |

## Selección nacional

### Participaciones en fases finales
| Competición                     | Categoría | Sede                  | Resultado        | Partidos |
| ------------------------------- | --------- | --------------------- | ---------------- | -------- |
| Copa FIFA Confederaciones 2001  | Absoluta  | Corea del Sur y Japón | Primera fase     | 2        |
| Copa América 2001               | Absoluta  | Colombia              | Subcampeón       | 2        |
| Copa de Oro de la Concacaf 2003 | Absoluta  | Estados Unidos        | Campeón          | 5        |
| Copa América 2004               | Absoluta  | Perú                  | Cuartos de final | 4        |
| Total                           | –         | –                     | –                | 13       |

### Partidos internacionales
| #  | Fecha                   | Rival                  | Sede             | Estadio                      | Resultado | Competición                     |
| -- | ----------------------- | ---------------------- | ---------------- | ---------------------------- | --------- | ------------------------------- |
| 1  | 11 de abril de 2001     | Chile                  | Monterrey        | Estadio Tecnológico          | 2-0       | Amistoso                        |
| 2  | 1 de junio de 2001      | Corea del Sur          | Ulsan            | Estadio Mundialista de Ulsan | 1-2       | Copa Confederaciones 2001       |
| 3  | 3 de junio de 2001      | Francia                | Ulsan            | Estadio Mundialista de Ulsan | 0-4       | Copa Confederaciones 2001       |
| 4  | 20 de junio de 2001     | Honduras               | San Pedro Sula   | San Pedro Sula               | 1-3       | Clasificación Mundial 2002      |
| 5  | 1 de julio de 2001      | Estados Unidos         | Ciudad de México | Estadio Azteca               | 1-0       | Clasificación Mundial 2002      |
| 6  | 15 de julio de 2001     | Paraguay               | Santiago de Cali | Estadio Pascual Guerrero     | 0 - 0     | Copa América 2001               |
| 7  | 29 de julio de 2001     | Colombia               | Bogotá           | Estadio Nemesio Camacho      | 0 - 1     | Copa América 2001               |
| 8  | 19 de marzo de 2003     | Bolivia                | Texas            | Texas Stadium                | 1 - 0     | Amistoso                        |
| 9  | 26 de marzo de 2003     | Paraguay               | San Diego        | Estadio Qualcomm             | 1 - 1     | Amistoso                        |
| 10 | 30 de abril de 2003     | Brasil                 | Carson           | StubHub Center               | 0 - 0     | Amistoso                        |
| 11 | 8 de mayo de 2003       | Estados Unidos         | Houston          | Reliant Stadium              | 0 - 0     | Amistoso                        |
| 12 | 6 de julio de 2003      | El Salvador            | Carson           | StubHub Center               | 1 - 2     | Amistoso                        |
| 13 | 13 de julio de 2003     | Brasil                 | Ciudad de México | Estadio Azteca               | 1 - 0     | Copa de Oro de la Concacaf 2003 |
| 14 | 17 de julio de 2003     | Honduras               | Ciudad de México | Estadio Azteca               | 0 - 0     | Copa de Oro de la Concacaf 2003 |
| 15 | 20 de julio de 2003     | Jamaica                | Ciudad de México | Estadio Azteca               | 5 - 0     | Copa de Oro de la Concacaf 2003 |
| 16 | 24 de julio de 2003     | Costa Rica             | Ciudad de México | Estadio Azteca               | 2-0       | Copa de Oro de la Concacaf 2003 |
| 17 | 27 de julio de 2003     | Brasil                 | Ciudad de México | Estadio Azteca               | 1 - 0     | Copa de Oro de la Concacaf 2003 |
| 18 | 20 de agosto de 2003    | Perú                   | Nueva Jersey     | Giants Stadium               | 1 - 3     | Amistoso                        |
| 19 | 8 de octubre de 2003    | Uruguay                | Chicago          | Toyota Park                  | 0 - 2     | Amistoso                        |
| 20 | 19 de noviembre de 2003 | Islandia               | Phoenix          | Bank One Ballpark            | 0 - 0     | Amistoso                        |
| 21 | 18 de febrero de 2004   | Chile                  | Carson           | The Home Depot Center        | 1 - 1     | Amistoso                        |
| 22 | 10 de marzo de 2004     | Ecuador                | Tuxtla Gutiérrez | Estadio Víctor Manuel Reyna  | 2 - 1     | Amistoso                        |
| 23 | 28 de abril de 2004     | Estados Unidos         | Pasadena         | Estadio Rose Bowl            | 1 - 0     | Amistoso                        |
| 24 | 19 de junio de 2004     | Dominica               | San Antonio      | Alamodome                    | 10 - 0    | Clasificación Mundial 2006      |
| 25 | 7 de julio de 2004      | Uruguay                | Chiclayo         | Estadio Elías Aguirre        | 2 - 2     | Copa América 2004               |
| 26 | 10 de julio de 2004     | Argentina              | Chiclayo         | Estadio Elías Aguirre        | 0 - 1     | Copa América 2004               |
| 27 | 13 de julio de 2004     | Ecuador                | Chiclayo         | Estadio Elías Aguirre        | 2 - 1     | Copa América 2004               |
| 28 | 18 de julio de 2004     | Brasil                 | Piura            | Estadio Miguel Grau          | 3 - 0     | Copa América 2004               |
| 29 | 10 de noviembre de 2004 | Guatemala              | San Antonio      | AT&T Center                  | 2 - 0     | Amistoso                        |
| 30 | 13 de noviembre de 2004 | San Cristóbal y Nieves | Monterrey        | Estadio Tecnológico          | 5 - 0     | Clasificación Mundial 2006      |

## Palmarés

### Campeonatos nacionales
| Título                     | Club    | País   | Año  |
| -------------------------- | ------- | ------ | ---- |
| Primera División "A"       | Pachuca | México | 1997 |
| Campeón de Ascenso         | Pachuca | México | 1998 |
| Primera División de México | Pachuca | México | 1999 |
| Primera División de México | América | México | 2002 |
| Primera División de México | Toluca  | México | 2002 |
| Primera División de México | Pachuca | México | 2003 |

### Copas internacionales
| Título                     | Club                | País                    | Año  |
| -------------------------- | ------------------- | ----------------------- | ---- |
| Copa de Gigantes           | América             | México                  | 2001 |
| Copa de Oro de la Concacaf | Selección de México | Estados Unidos y México | 2003 |